# Кубок Еміра Катару з футболу 2023
Кубок Еміра Катару з футболу 2023 — 51-й розіграш головного кубкового футбольного турніру у Катарі. Титул володаря кубка вдев'яте здобув Аль-Арабі.

## Календар
| Раунд            | Дата              | Матчі | Клуби   |
| ---------------- | ----------------- | ----- | ------- |
| Попередній раунд | 27 січня 2023     | 1     | 17 → 16 |
| 1/8 фіналу       | 6-9 березня 2023  | 8     | 16 → 8  |
| 1/4 фіналу       | 8-11 березня 2023 | 4     | 8 → 4   |
| 1/2 фіналу       | 24-25 квітня 2023 | 2     | 4 → 2   |
| Фінал            | 12 травня 2023    | 1     | 2 → 1   |

## Попередній раунд
| Команда 1         | Рахунок      | Команда 2       |
| ----------------- | ------------ | --------------- |
| 27 січня 2023     |              |                 |
| Аль-Месаймеер (2) | 2:2 пен. 4:5 | Аль-Муайдар (2) |

## 1/8 фіналу
| Команда 1      | Рахунок      | Команда 2        |
| -------------- | ------------ | ---------------- |
| 6 березня 2023 |              |                  |
| Умм-Салаль     | 1:0          | Аль-Хор (2)      |
| Ад-Духаїль     | 1:0          | Аль-Харітіят (2) |
| 7 березня 2023 |              |                  |
| Ар-Райян       | 1:2          | Ас-Сайлія        |
| Ас-Садд        | 4:0          | Аль-Мархія (2)   |
| 8 березня 2023 |              |                  |
| Аль-Вакра      | 1:1 пен. 1:3 | Аш-Шаханія (2)   |
| Аль-Арабі      | 3:0          | Аль-Шамаль       |
| 9 березня 2023 |              |                  |
| Аль-Аглі       | 1:3          | Аль-Муайдар (2)  |
| Аль-Гарафа     | 4:1          | Катар СК         |

## 1/4 фіналу
| Команда 1       | Рахунок      | Команда 2  |
| --------------- | ------------ | ---------- |
| 8 квітня 2023   |              |            |
| Аль-Муайдар (2) | 0:2          | Аль-Арабі  |
| 9 квітня 2023   |              |            |
| Аш-Шаханія (2)  | 3:3 пен. 4:3 | Аль-Гарафа |
| 10 квітня 2023  |              |            |
| Ас-Сайлія       | 2:2 пен. 5:4 | Ад-Духаїль |
| 11 квітня 2023  |              |            |
| Умм-Салаль      | 1:3          | Ас-Садд    |

## 1/2 фіналу
| Команда 1      | Рахунок | Команда 2      |
| -------------- | ------- | -------------- |
| 24 квітня 2023 |         |                |
| Ас-Садд        | 5:1     | Аш-Шаханія (2) |
| 25 квітня 2023 |         |                |
| Ас-Сайлія      | 1:7     | Аль-Арабі      |

## Фінал
| 12 травня 2023 19:00 (EEST) |

| Ас-Садд | 0:3      | Аль-Арабі                       |
| ------- | -------- | ------------------------------- |
|         | Протокол | Ас-Сома 62', 90+8' Ісмаїл 90+1' |

| Ахмед бін Алі, Доха Арбітр: Абдулхаді Аль-Руайле |